# Gaya weberbaueri
Gaya weberbaueri är en malvaväxtart som beskrevs av Oskar Eberhard Ulbrich. Gaya weberbaueri ingår i släktet Gaya och familjen malvaväxter. Inga underarter finns listade i Catalogue of Life.